# Normangee
Normangee é uma cidade  localizada no estado norte-americano de Texas, no Condado de Leon e Condado de Madison.

## Demografia
Segundo o censo norte-americano de 2000, a sua população era de 719 habitantes.
Em 2006, foi estimada uma população de 772, um aumento de 53 (7.4%).

## Geografia
De acordo com o United States Census Bureau tem uma área de
2,9 km², dos quais 2,9 km² cobertos por terra e 0,0 km² cobertos por água.

## Localidades na vizinhança
O diagrama seguinte representa as localidades num raio de 36 km ao redor de Normangee.